# Pfarrkirche Rastbach

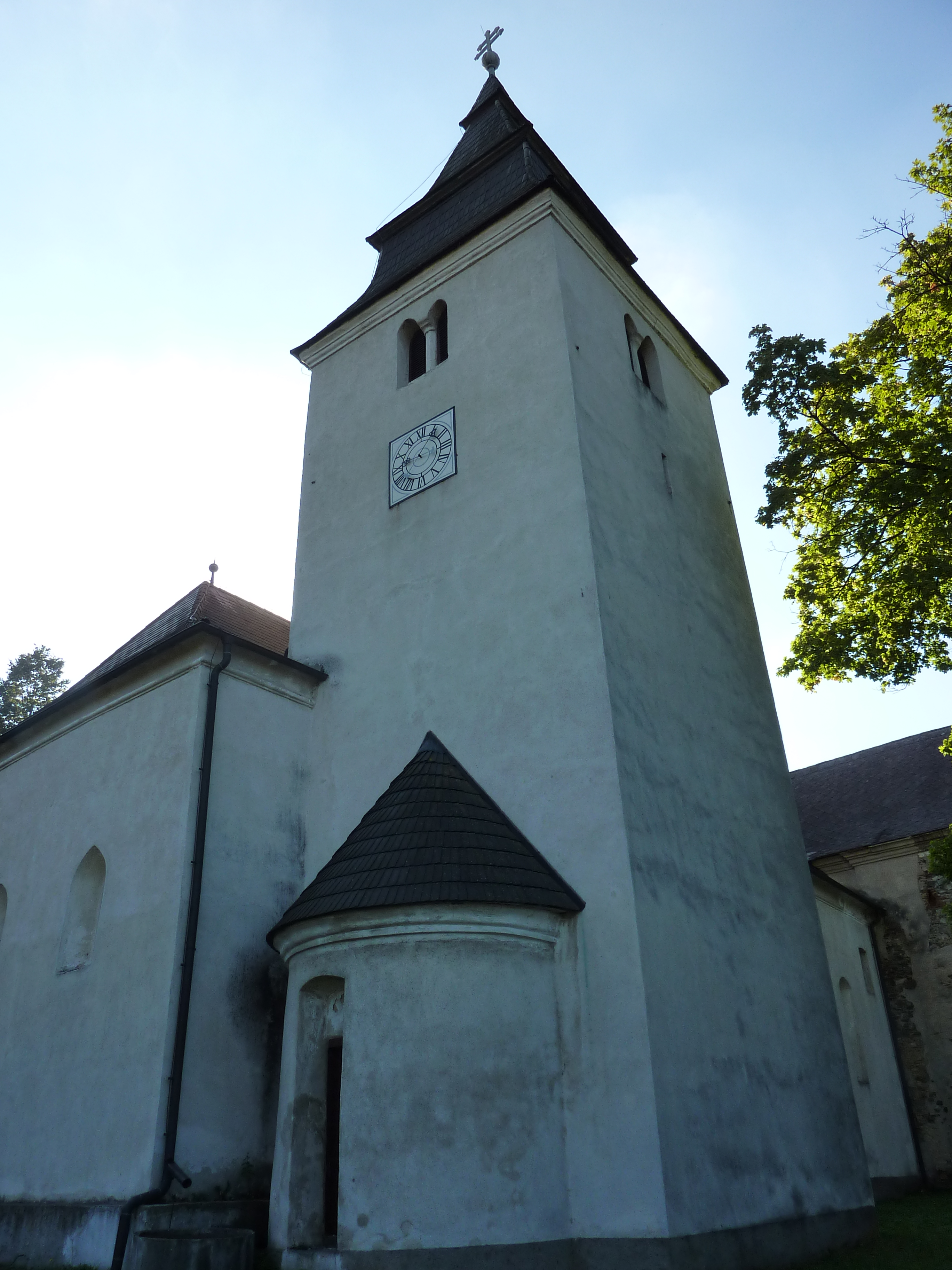
Turm mit Rundapsis mit Portal

Die Pfarrkirche hl. Pankraz ist eine römisch-katholische Kirche im Straßendorf Rastbach in der Gemeinde Gföhl in Niederösterreich.
Die dem Eisheiligen Pankratius geweihte Kirche ist im Osten mit dem Schloss Rastbach baulich verbunden und bildete anfangs als Schlosskirche mit dem Schloss eine burgartige Anlage. Die mittelalterliche Kirchhofmauer ist zum Teil noch vorhanden. Urkundlich 1159 genannt, eine Filiale des Vikariats von Meisling, wurde die Kirche wahrscheinlich ab 1256 Pfarrkirche.
Die Kirche hat ein im Kern romanisches und gotisches Langhaus aus dem späten 16. Jahrhundert, frühen 17. Jahrhundert, und 18. Jahrhundert unter einem Satteldach und einen gotischen Rechteckchor unter einem Walmdach und nordseitig am Chor einen wuchtigen im Kern romanischen Turm mit gekuppelten Schallfenstern und einem Mansardhelm aus dem 19. Jahrhundert. Ostseitig am Turm ist eine kleine romanische Rundapsis mit rezentem Portal. Im Süden ist ein Portalvorbau und Sakristeianbau.
Das Langhaus hat eine Flachdecke mit Stuckspiegel aus dem 18. Jahrhundert und eine Holzempore auf Holzsäulen aus dem 19. Jahrhundert. Hinter dem rundbogigen Triumphbogen ist ein erhöhter Chor mit Stichkappentonne auf Konsole aus dem späten 16. und frühen 17. Jahrhundert. Das Turmerdgeschoß ist kreuzgratgewölbt und hat eine Apsiskonche. Die ornamentale Glasmalerei ist aus 1935.
Es gibt Statuen der Heiligen Johannes Nepomuk und Franz Xaver aus der zweiten Hälfte des 18. Jahrhunderts. Der Hochaltar mit Bildrahmenretabel in klassizistischen Formen zeigt das Bild des Heiligen Pankraz von Franz Mayerhofer aus 1868. Die zwei Seitenaltäre, links Heilige Maria Immaculata und rechts Heiliger Josef, sind aus der Mitte des 19. Jahrhunderts. Es gibt eine Rokokokanzel.
Die Orgel wurde 1889 von Max Zachistal und Franz Capek aus Krems gebaut. Eine Glocke goss 1691 Mathias Prininger.